# Таїно (народ)
Таїно — індіанський народ, корінне населення Багамських, Великих та Малих Антильських островів. Саме таїно були тим народом, який зустрів Христофор Колумб під час свого плавання до Америки. Внаслідок фізичного знищення, а головно завезеними європейцям хворобами, вимерли. Залишки народу змішалися з європейськими та африканськими прибульцями, тож зараз чимало жителів Пуерто-Рико, Домініканської республіки та деяких островів регіону вважають себе нащадками таїно.

## Походження
Найпоширенішими є погляди, що таїно споріднені з араваками. Вони відділилися від араваків біля початку нашої ери чи навіть раніше, мігрувавши на острови з району дельти Оріноко. Враховуючи час розподілу, таїно не можна вважати араваками, це споріднені, але різні народи з різною культурою та історією. Також існують теорії, які заперечують аравакське походження таїно і виводять їх з венесуельських Анд чи інших місцевостей, а не з району Оріноко. Самі таїно вважали, що походять з печер священної гори на Гаїті.

## Спосіб життя

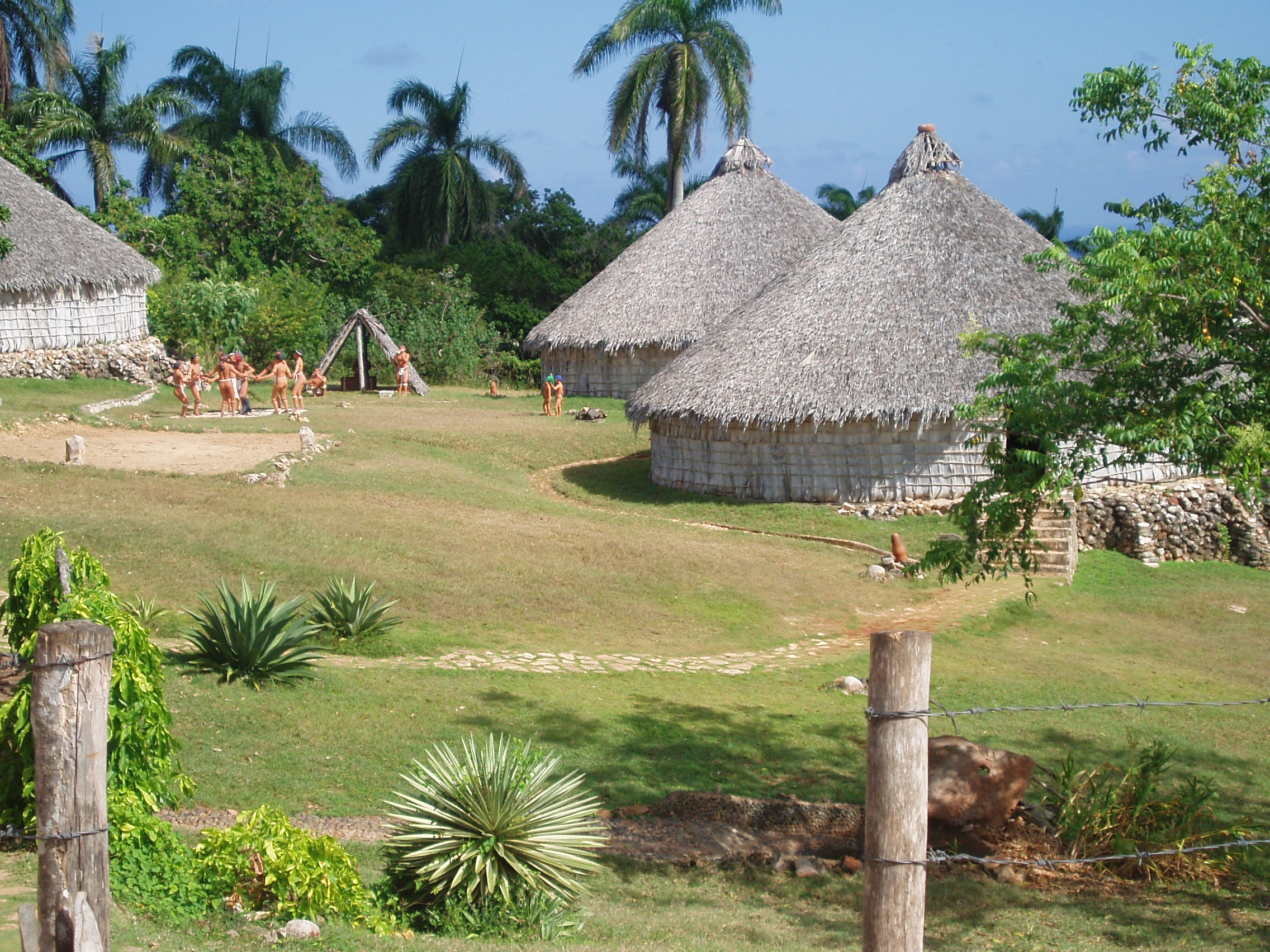
Реконструкція (для туристів) поселення таїно на Кубі

На часи прибуття Колумба таїно жили окремими досить великими племенами, наприклад на Еспаньйолі в 1492 році було п'ять племен таїно та чолі з касиками, як вони називали своїх вождів. Щодо чисельності цих племен, то існують значні розбіжності в оцінках — за одними найбільші племена налічували близько 3 тисяч людей, в той час як за іншими даними три тисячі жителів мали не племена, а найбільші поселення таїно. Касики мали значну владу і користувалися великою шаною одноплеменців. Вони носили прикрашений золотими підвісками одяг, жили у великих квадратних житлах, на відміну від інших таїно чиї будинки були круглими. Приймаючи гостей, вожді сиділи на прикрашених золотом ослінчиках, що були символом їх влади.
Суспільство таїно поділялося на простих людей та знать. Керували племенами касики, якими могли бути як чоловіки, так і жінки. Вожді радилися з жерцями, які виступали посередниками між богами та людьми.
Таїно були патріархальним напівматрілокальним суспільством. Якщо в родині не було спадкоємця чоловічої статі, то спадок передавався старшій дитині сестри. Після весілля молода пара переїжджала до дядька по материнській лінії. Поширеною була полігамія, чоловіки, а інколи й жінки, мали по 2—3 подружжя, а вожді часом до 30 дружин.
Головним заняттям таїно було землеробство, хоч полювання та риболовля також відігравали помітну роль. Головною культурою була маніока, яку саджали на спеціальних насипах, для кращого дренажу та запобігання ерозії. Ці насипи були близько 1 метра у висоту, 3 метрів завширшки та розташовувалися рядами. Другою за значенням культурою була солодка картопля. Менш важливі культури, такі як кукурудзу, саджали на звичайних вирубаних в лісі ділянках. На відміну від материка, зернові не використовувалися для випікання хліба, для цього вживали вимочений з маніоки крохмаль. Також таїно вирощували боби, перець, арахіс, ананаси, тютюн, гарбузи та бавовну. Збирали багато дикоростучих фруктів, наприклад, пальмові горіхи та гуаяву.
Оскільки острівна фауна Вест-Індії не мала великих наземних тварин, то полювали таїно на різну дрібну здобич — ящірок, ігуан, черепах, птахів та дрібних ссавців. Рибу ловили бавовняними тенетами, на гачок, пастками на греблях, велику рибу та ламантинів били списами.

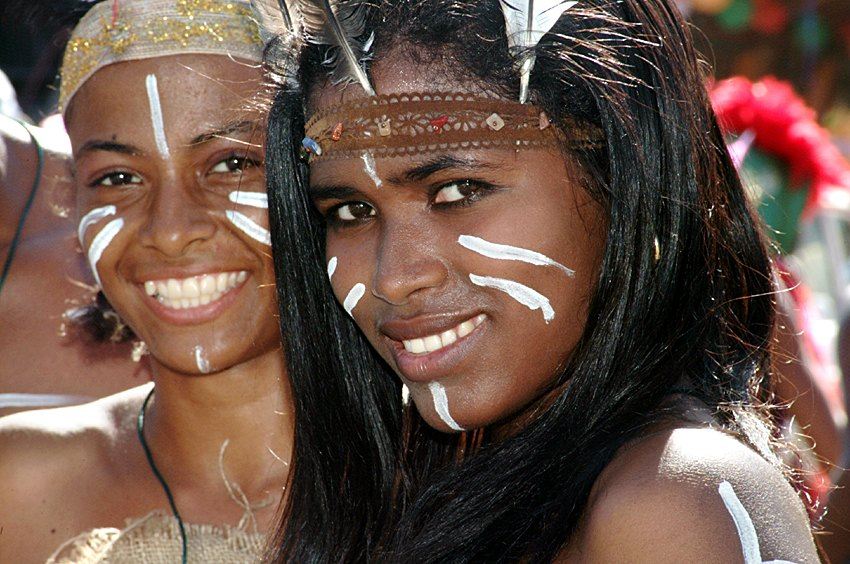
Сучасні домініканські дівчата на карнавалі у шатах і з розмальованими обличчями у стилі таїно

Таїно вміли будувати великі каное в середньому на півтора десятка людей, але траплялися і величезні, які вміщали сотню чи навіть більше осіб. Для полювання та війни таїно використовували луки та стріли. Останні часом отруювали. Також як бойову зброю використовували кийки приблизно трисантиметрової товщини.
Чоловіки та одружені жінки носили коротенькі спідниці. Щоб прикрасити себе, таїно розмальовували тіло, використовували прикраси з мушель та рідше з золота. Також для прикрашання та з релігійною метою використовували пірсинг і татуювання, при цьому татуюванням себе вкривали переважно чоловіки, а пірсинг робили собі жінки.
Таїно жили досить великими поселеннями, які звалися «юкаек». Причому юкаеки з Гаїті чи Пуерто-Рико були помітно більші за багамські. В центрі поселення зазвичай була площа, яку використовували для зібрань, свят, ігор. Площу оточували великі круглі житла «боіо», збудовані з очерету та соломи. В одному такому домі жило до 15 окремих малих родин. Меблів було дуже мало — бавовняні гамаки, пальмові циновки, дерев'яні крісла та дитячі колиски.
Таїно мали гру в м'яч, схожу на відому в Мезоамериці. Грали твердим м'ячем дві команди чисельністю в 10-30 гравців. Для гри використовували площі посеред поселень або ж спеціальні прямокутні майданчики. Оскільки найвикористовуваніші майданчики знайдено на кордоні племен, існує думка, що гру використовували для розв'язання суперечок між ними. В будь-якому випадку, це була гостроконкурентна гра з уболівальниками на зразок сучасних командних ігор.
Таїно вживали психоделічний наркотик когоба, що містив ДМТ (N, N- диметилтриптамін) та буфотенін, з дерева Anadenanthera peregrina.

## Історія
До прибуття європейців ворогами мирних таїно були войовничі канібали кариби, що жили переважно на Малих Антильських островах, які вони завоювали в попередні сторіччя, підкорюючи, знищуючи та витісняючи таїно.
Не маючи імунітету до завезених зі Старого Світу хвороб та потерпаючи від прямого насильства з боку іспанців, таїно дуже швидко вимирали, так, що вже за кілька десятиріч від колись численних племен вціліли лише жалюгідні залишки. В цілому до XVIII століття таїно чи вимерли, чи змішалися з креолами та неграми, щезнувши як народ. Щоправда, є досить достовірні археологічні та не дуже достовірні письмові джерела, згідно з якими окремі невеличкі групи таїно, що вели традиційний спосіб життя, зберігалися на Кубі ще на початку чи навіть в другій половині XIX століття.

## Слід у культурі
Хоч таїно як народ швидко вимерли після прибуття європейців, вони залишили певний слід у світовій культурі. Саме в таїно європейці навчилися вирощувати та палити тютюн. Також деякі слова з мови таїно увійшли до багатьох інших мов світу, наприклад в українській це барбакоа (барбекю), хамака (гамак), каноа (каное), хуракан (ураган), батат. Назва кукурудзи в багатьох мовах світу походить від слова махіз (маїс), яке використовували таїно для цієї рослини.

## Джерело
- Irving Rouse (1992). The Tainos: Rise and Decline of the people who greeted Columbus. Yale University Press. ISBN 0300056966. (= Irving Rouse, The Tainos: Rise and Decline of the People Who Greeted Columbus. New Haven and London: Yale University Press, 1992. pp. xii + 211.)
- Alegria, Ricardo E. (1951). The Ball Game Played by the Aborigines of the Antilles. American Antiquity (англ.). 16 (4): 348—352. doi:10.2307/276984. ISSN 0002-7316.
- Guitar, Lynne. 2000. «Criollos: The Birth of a Dynamic New Indo-Afro-European People and Culture on Hispaniola.» KACIKE: The Journal of Caribbean Amerindian History and Anthropology, 1(1): 1-17 https://web.archive.org/web/20081202053219/http://www.kacike.org/LynneGuitar.html
- Indigenous Resurgence in the Contemporary Caribbean: Amerindian Survival and Revival. Edited by Maximilian C. Forte. New York: Peter Lang Publishing, 2006. https://web.archive.org/web/20101023011555/http://www.centrelink.org/resurgence/index.html
- DeRLAS. Some important research contributions of Genetics to the study of Population History and Anthropology in Puerto Rico [Архівовано 14 вересня 2010 у Wayback Machine.]. Newark, Delaware: Delaware Review of Latin American Studies. August 15, 2000.
- The Role of Cohoba in Taíno Shamanism Constantino M. Torres in Eleusis No. 1 (1998)
- Shamanic Inebriants in South American Archaeology: Recent lnvestigations Constantino M. Torres in Eleusis No. 5 (2001)
- Tinker, T & Freeland, M. 2008. «Thief, Slave Trader, Murderer: Christopher Columbus and Caribbean Population Decline.» (pp=25-50). Retrieved from Academic Search Premier Database on September 23, 2008.
- TAINOS: Alive and well in Puerto Rico and the United States?. http://www.prdream.com/wordpress/?p=212 [Архівовано 22 липня 2011 у Wayback Machine.]